# توماس دبليو. لامونت
توماس دبليو. لامونت (بالإنجليزية: Thomas William Lamont, Jr.)‏ هو مصرفي أمريكي، ولد في 30 سبتمبر 1870 في كليفراك في الولايات المتحدة، وتوفي في 2 فبراير 1948 في بوكا غرانديه ‏ في الولايات المتحدة.

## وصلات خارجية
- توماس دبليو. لامونت على موقع الموسوعة البريطانية (الإنجليزية)
- توماس دبليو. لامونت على موقع إن إن دي بي (الإنجليزية)